# 夏侯夔
夏侯夔（483年—538年），字季龍，谯郡谯县（今安徽省亳州市谯城区）人，為南朝梁官员，夏侯详之子，夏侯亶的弟弟。
初任南朝齐南康王府行参軍。中興元年（501年），转任司徒属。天监元年（502年），为太子洗馬，中舍人，中書郎。天监六年（507年），父亲去世。丁忧结束，担任大匠卿，知造太極殿事。普通元年（520年），为邵陵王信威长史，行府国事。同年出为假节、征远将军，随机北讨。回军担任給事黄門侍郎。普通二年（521年），作为裴邃副将，平定義州。普通三年（522年），代替兄长夏侯亶为吴兴郡太守，转任假节、征远将军、西阳郡、武昌郡二郡太守。普通七年（526年），征为卫尉，没有就任，改为持節、督司州诸军事、信武将军、司州刺史，兼安陸郡太守。
普通八年（527年），率壮武将军裴之礼、直阁将军任思祖出义阳道，攻克平静、穆陵、阴山三关。当时谯州刺史湛僧智在广陵包围北魏东豫州刺史元庆和。北魏元显伯率军援救，湛僧智迎击得胜。夏侯夔在武阳会合湛僧智，断北魏軍归路。元慶和表示愿意归降夏侯夔。夏侯夔责备湛僧智、湛僧智说：「元庆和志欲降公，不愿降湛僧智」。得知元慶和投降，元显伯在夜間逃走。梁軍追击，生擒二万余人。湛僧智领东豫州，镇广陵。夏侯夔屯安阳。夏侯夔派遣偏将攻克楚城，由是义阳北道与北魏断绝。
大通二年（528年），北魏郢州刺史元愿达请降南朝梁，蕭衍派郢州刺史元樹往迎元愿达。夏侯夔从楚城与元樹合兵。北魏郢州被南朝梁改为北司州，夏侯夔为北司州刺史，兼都督司州諸軍事。大通三年（529年），转任使持节，进号仁威将军，封保城县侯，邑一千五百户。中大通二年（530年），征为右卫将军，为生母丁忧去职。
北魏南兖州刺史劉明以谯城降南梁，蕭衍派遣镇北将军元树帅军应接。夏侯夔为雲麾将軍，跟随元樹至北方，授为使持节、督南豫州诸军事、南豫州刺史。中大通六年（534年），转任使持节、督豫、淮、陈、颍、建、霍、义七州诸军事、豫州刺史。在豫州七年，灌漑农田千余頃，兄弟有恩惠于乡里。大同四年（538年），在豫州去世，享年五十六岁。追赠侍中、安北将军，谥号桓。

## 子
- 夏侯譔，嗣爵，官至太僕卿
- 夏侯譒